# Plesiolema
Plesiolema es un género de arañas araneomorfas pertenecientes a la familia Actinopodidae. Todas las especies se encuentran en Chile.

## Especies
- Plesiolena bonneti (Zapfe, 1961) — Chile
- Plesiolena jorgelina Goloboff, 1994 — Chile